# Borți, Șumen
Borți (în bulgară Борци) este un sat în comuna Veneț, regiunea Șumen,  Bulgaria. 

## Demografie
Componența etnică a satului Borți
     Bulgari (1,92%)
     Turci (95,79%)
     Nicio identificare (2,27%)
     Altele (0%)
La recensământul din 2011, populația satului Borți era de 571 locuitori. Din punct de vedere etnic, majoritatea locuitorilor (95,79%) erau turci, cu o minoritate de bulgari (1,92%). Pentru 2,27% din locuitori nu este cunoscută apartenența etnică.